# Sāṃkhya

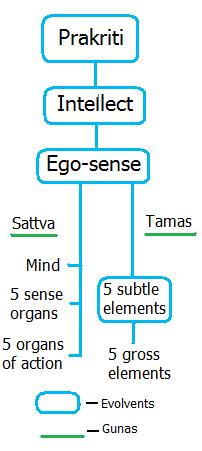
Evoluzioni nel Sāṃkhya

Il Sāṃkhya (devanāgarī: सांख्य) è una scuola di pensiero indiana, ritenuta la più antica filosofia sistematica apparsa fra le tradizioni hindu, e che ha influito considerevolmente su altre scuole filosofiche e religiose dell'induismo. Nella letteratura esistono due versioni del Sāṃkhya, una ritenuta teista e l'altra non teista. Il Sāṃkhya costituisce uno dei sei sistemi (darśana) ortodossi nella cultura hindu.

## Origini e significato del termine
Secondo diversi studiosi il termine sanscrito sāṃkhyā significherebbe "riflessione filosofica" o "speculazione metafisica" per poi divenire  "enumerazione", oppure "calcolo", con riferimento alla classificazione dei principi cosmici e individuali, gli elementi fondamentali cui riportare tutto ciò che è manifesto. In questo senso, "enumerazioni" dei principi ultimi compaiono sia nella tradizione brahmanica sia negli ambiti buddhista e giainista, e non sono pertanto da ritenersi una prerogativa del Sāṃkhyā anche se da tale sistema filosofico sembrano aver tratto origine, essendo il Sāṃkhya il sistema filosofico ritenuto più antico.
Molto dibattuta è infatti la questione su quali ambienti siano stati gli iniziatori dell'"enumerazione", ogni tradizione avocando a sé il primato di caposcuola. Su questo così si esprime l'accademico Gavin Flood:
(G. Flood, L'induismo, Op. cit., p. 319.)
Questo fondo comune, questo proto–sāṃkhya, si sarebbe sviluppato in seno alle comunità dei rinuncianti, di coloro cioè che abbandonavano la vita civile per dedicarsi alla ricerca spirituale. Stiamo parlando di un'epoca compresa fra il IX e il III secolo A.C., e probabilmente esso aveva natura teista.
Un altro possibile significato del termine sāṃkhyā è "discriminazione", ciò con riferimento al fine soteriologico della dottrina, cioè quello di distinguere fra lo "spirito" (puruṣa) e la "natura" (prakṛti), perché la liberazione è possibile soltanto perseguendo quella conoscenza metafisica che consente di discriminare fra questi due principi ultimi e antitetici.
Come filosofia sistematica quale oggi è intesa a livello accademico, il Sāṃkhya si pensa che sia stato redatto molto più tardi, nel III-IV secolo CE, a opera del filosofo indiano Īśvarakṛṣṇa, il quale, nella sua fondamentale opera, la Sāṃkhyakārikā ("strofe sul Sāṃkhya"), ne espone i fondamenti in versi. Sebbene Īśvarakṛṣṇa non sia quindi da considerare l'iniziatore di questa scuola, senz'altro egli, nella letteratura a noi conosciuta, ne è il primo estensore.
Nella Tradizione della letteratura Vedica parte dell'Opera del Sāṃkhya teistico originale compare nella Śvetāśvatara e nella Kaṭha Upaniṣad e, a seguire, nella Bhagavata Purana, Canto III, ed in particolare nel dialogo tra Kapiladeva e sua Madre Devahuti. 

## Le fasi iniziali
Secondo Śankara, è stato il mitico Kapila il fondatore del pensiero Sāṃkhya, cosa sulla quale concorda anche Vivekananda, il fondatore del razionalismo indiano. 
Ed è lo stesso Īśvarakṛṣṇa che, nella kārikā 70 della sua Sāṃkhyakārikā, scrive d'essere il depositario di una scuola il cui iniziatore è Kapila. Il filosofo sostiene di aver appreso la dottrina da Pañcaśika, che l'aveva a sua volta appresa da Asuri, discepolo di Kapila.
Occorre senz'altro menzionare che, nei suoi sviluppi iniziali, il Sāṃkhya è connesso con l'evolversi di un'altra delle sei darśana dell'induismo, lo Yoga classico. Così l'orientalista Giuseppe Tucci:
(G. Tucci, Storia della filosofia indiana, Op. cit., p. 69.)
Infatti lo Yoga classico, così come esposto dal filosofo Patañjali nel suo Yoga Sūtra, si appropria della metafisica dualista del Sāṃkhya, con qualche variante, differenziandosene non tanto nella dottrina quanto soprattutto nel metodo: lo Yoga ritiene insufficiente la sola conoscenza metafisica ai fini della liberazione, sostenendo l'importanza di altre discipline psicofisiche le cui origini sembrano essere ancora più remote.

## Il Sāṃkhya e la tradizione vedica
Come si è detto, il Sāṃkhya è una delle sei darśana che riconoscono l'autorità dei Veda e, in effetti,  il sistema del Sāṃkhya utilizza il concetto di puruṣa (l'uomo originario della mitologia vedica) per mostrarlo come un perfetto modello di riferimento al quale l'intera natura si rivolge al fine di migliorare il proprio imperfetto stato.
(Piero Martinetti, La sapienza indiana, Op. cit., p. 40.)

## Il pensiero
L'insieme dei testi canonici del Sāṃkhya comprende, oltre la già citata Sāṃkhyakārikā, numerosi commenti di questo testo già a partire dall'VIII secolo, come la Jayamangalā, attribuita a Śankara; o la Sāṃkhya-tattva-kaumudī, di Vācaspatimiśra (IX secolo). Altri testi fondamentali sono il Sāṃkhya-pravacana-sūtra (XIV secolo, ma che la tradizione attribuisce a Kapila) coi suoi commenti, e i Sāṃkhyasūtra, opera assai più recente (dopo il XIV secolo).
Secondo questo sistema filosofico, l'universo reale scaturisce dalla relazione fra due princìpi onnipervadenti ed eterni: quello pluralistico dei puruṣa e quello evoluzionistico della prakṛti, la natura. I puruṣa sono le monadi spirituali, che sono eterne e di numero infinito. Tali puri spiriti, i puruṣa, sono punti di riferimento passivi delle evoluzioni della prakṛti, che è completamente pervasa da tre qualità costitutive, i guṇa: sattva, rajas e tamas. Queste entrano nella composizione di qualsiasi essenza o manifestazione della natura e corrispondono, rispettivamente, alla "leggerezza, luminosità", all'"attività, dinamismo" e alla "pesantezza, oscurità". Quando la quiete della prakṛti non manifesta, che corrisponde all'iniziale equilibrio fra i tre guṇa, viene alterata in un qualche suo punto, si ha l'avvio di un nuovo universo e quindi l'inizio dell'avventura evolutiva di ciascuna essenza venuta alla manifestazione. Questa alterazione dello stato originario di quiete è dovuta alla stretta vicinanza tra puruṣa e prakṛti e è causata dalla relazione intercorrente fra questi due princìpi, cioè alla forza vivificante del prāņa. Il Puruṣa va infatti considerato come il perenne ispiratore che, con la sua sola presenza, dona coscienza e vitalità all'intero creato e che, all'interno della singola manifestazione, uomo incluso, in associazione con la mente diviene anima, o corpo sottile, e agisce come registratore dell'evoluzione o involuzione raggiunta. La prakṛti, invece, con la non perfezione che la contraddistingue, è un ente agente che, essendo in perenne comunione col suo inerte puruṣa, diviene intelligente. Lo stato di assoluto isolamento (kaivalya) del sé (puruṣa) rispetto ai tre mondi - terreno, intermedio e divino - consiste nel riconoscere la diversità e l'eterna comunione fra questi due enti attraverso la conoscenza dei 25 princìpi che strutturano il sistema Sāṃkhya.
La filosofia Sāṃkhya è un dualismo realistico spirituale, che esclude qualsiasi concetto di divinità, creatrice che sia, e perfino un Īśvara. Tali due principi sono considerati ontologicamente omologhi ed equipotenti, perché entrambi eterni ed onnipervadenti. Il Buddhismo originario di Siddharta Gautama vi ha fatto un chiaro riferimento. L'onnipervadenza della prakṛti è lo scenario ontologico e cosmologico in cui le singole menti, ispirate dai puruṣa fluttuano alla ricerca di una perfezione individuale. Come nel Buddhismo, il fine più immediato è quello del superamento della sofferenza per mezzo della "conoscenza", alla quale segue l'aspirazione all'"isolamento", kaivalya, dal divenire della natura manifesta.
La scuola del Sāṃkhya è la prima a proclamare l'indipendenza della ragione umana dalla rivelazione tipica della cultura vedica tradizionale, come avviene, ad esempio, nelle Upaniṣad. Le singole manifestazioni, con la loro anima individuale (psiché), debbono liberarsi dai vincoli karmici, cioè dal susseguirsi delle continue rinascite dovute alla legge di causazione morale, cioè del karma. È l'anima individuale, il "corpo sottile", che, in quanto essenza già presente nella quiete originaria della prakṛti, ha la possibilità di evolvere fino al conclusivo "isolamento dalla materia", svincolandosi definitivamente dal saṃsāra ed ottenendo così la liberazione dalla sofferenza (duḥkha).

## L'enumerazione
Secondo una teoria cosmologica comune a molte dottrine dell'induismo, e anche del buddhismo, l'universo ha evoluzione periodica: il tempo è circolare e non lineare. Ogni qual volta si ha una nuova evoluzione dell'universo, ha origine un ulteriore ciclo cosmico (kalpa).
Ma prima ancora dell'inizio di un qualsiasi universo la natura è immanifesta, la prakṛti giace cioè in uno stato di precaria quiete, ed è soltanto in questo stato che le sue tre componenti, i guṇa rajas, sattva, tamas, si trovano in equilibrio fra loro. A causa del karma, ossia delle azioni compiute nelle vite precedenti dagli esseri che non hanno ancora raggiunto la liberazione (mokṣa), e destinati quindi a rinascere, lo stato di equilibrio viene alterato: la prakṛti si mette, per così dire, in movimento e un nuovo universo prende inizio. Questo passaggio di stato che dà luogo a una nuova manifestazione del cosmo avviene dunque per cause etiche, e l'intero susseguirsi degli universi manifesti non potrà mai avere termine. Saranno le singole manifestazioni ad isolarsi al momento in cui avranno conseguito la liberazione.
Il primo prodotto dell'evoluzione di prakṛti è il mahat, il Grande, l'insieme delle intelligenze (buddhi) delle singole essenze venute alla manifestazione. Ogni singola buddhi, intelletto, dà origine al Senso fattivo dell'Io sono (ahamkāra). È lui che produce i 21 princìpi sottostanti.

Dato che a prevalere è il valore dell'azione, il processo evolutivo della prakṛti prevede sia il tamas a manifestarsi attraverso la produzione dei cinque "elementi sottili" (tanmātrā: suono, tatto, forma, sapore, odore). A partire da questi ultimi evolvono i cinque "elementi grossi" (mahābhūta: etere, aria, fuoco, acqua, terra). Altrimenti si ha la cosiddetta serie sensoriale, costituita dal senso interno, cioè la mente (manas), i cinque sensi di conoscenza (occhio, naso, orecchio, lingua, pelle), e i cinque sensi o organi di azione (parola, mano, piede, organi escretori, organi sessuali). Così si esprime Īśvarakṛṣṇa nella sua opera:
(Samkhyakarika, 22; citato in M. Angelillo – E. Mucciarelli, Op. cit., p. 89.)
In totale il Sāṃkhya enumera dunque venticinque principi, o categorie (tattva). Esse costituiscono un sistema di interpretazione che è inerente sia alla cosmologia, sia alla psicofisiologia individuale, questo perché l'evoluzione (pariṇāma) della prakṛti è contemporaneamente cosmica e individuale.
Oltre la prakṛti e il puruṣa, abbiamo i seguenti ventitré tattva:
- Intelletto, buddhi.

È questo l'elemento più sofisticato della prakṛti, sede delle latenze (vasana) accumulate nelle vite passate e delle disposizioni (bhava) personali. L'intelletto è il solo che può consentire il discernimento fra prakṛti e puruṣa, e quindi la liberazione.
- Senso dell'Io, ahaṃkāra.

È il principio di individuazione, quello che consente di rapportare gli eventi alla persona: è l'ahaṃkāra che fa dire all'individuo: «io sento», «io penso», «io gioisco», «io soffro», eccetera, ma le percezioni, mentali e fisiche, altro non sono che aspetti, fenomeni della materia stessa, il soggetto non è reale:
(G. Flood, L'induismo, Op. cit., p. 320.)
È quest'aspetto della prakṛti la causa della confusione col puruṣa, perché da un lato l'ahaṃkāra si illude d'essere altro dalla materia stessa (prakṛti), dall'altro il puruṣa si afferma come quello che non è.
- Mente, manas. (Senso interiore)

Dunque la mente, undicesimo senso, è un prodotto della prakṛti, della materia cioè: nulla di trascendente il Sāṃkhya assegna alla mente umana, essendo manas ciò che reagisce elaborando gli stimoli degli altri sensi.
.....Sensi di conoscenza (jñānendriya):
- Orecchio, śrotra.
- Pelle, tvac.
- Occhio, cakṣus.
- Lingua, rasanā.
- Naso, ghrāṇa.

.....Sensi di azione (karmendriya):
- Parola, vāc.
- Mano, pāṇi.
- Piede, pāda.
- Organi di escrezione, pāyu.
- Organi sessuali, upastha.

.....Elementi sottili (tanmātra):
- Suono, śabda.
- Tatto, sparśa.
- Forma, rūpa.
- Sapore, rasa.
- Odore, gandha.

.....Elementi grossi (mahābhūta):
- Etere, ākāśa.
- Aria, vāyu.
- Fuoco, tejas.
- Acqua, ap.
- Terra, pṛthivī.

### Altri testi di approfondimento
- Īśvarakṛṣṇa, Sāṃkhyakārikā. La dottrina fondamentale dello yoga sutra, a cura di Massimo Vinti e Piera Scarabelli, Milano, Mimesis, 2006  [2006].